# 山口修弘
山口 修弘（やまぐち ながひろ）は、安土桃山時代の武将・大名。豊臣秀吉の家臣。長刀の達人。

## 略歴
山口宗永の長男として誕生。豊臣秀吉に仕え、文禄3年（1594年）には越前国で1万3000石を領していたが、慶長4年（1599年）に同石高にて加賀国江沼郡へ転封された。
慶長5年（1600年）の関ヶ原の戦いでは、父と共に西軍に属する。7月26日に加賀金沢の前田利長は約20000の軍を率いて金沢城を出撃し、西軍の丹羽長重の拠る小松城を攻撃するかに見えたが、急遽、これを避けて8月1日に加賀松山城に入城した。父・宗永はその危急を聞いて、大聖寺城の防備を堅め、北ノ庄城の青木一矩や小松城の丹羽長重に救援依頼の使者を派したが間に合わなかった。翌2日、利長は九里九郎兵衛・村井久左衛門を使者として大聖寺城に籠もる山口宗永に降伏を勧告したが､宗永は勧告を拒否した。前田勢は城攻めを行った。修弘は、父の籠城策に異を唱え、城近くに伏兵を潜ませてゲリラ戦による迎撃の指揮をとり先鋒の山崎長徳の軍勢を撹乱したものの、前田勢にかなわず城からの援護で城に逃れ、篭城戦の構えをとった。
前田勢も先鋒の山崎隊に加えて長連龍隊などの後続の軍勢も参戦して城の外周で戦闘が展開された。修弘は果敢に出撃して前田勢に被害を与えたが前田勢の鉄砲隊の一斉射撃を受けて、城内に退却する。前田勢は押し進むが、宗永・修弘父子が率いる山口勢も反撃した。しかし、20000の前に500余の兵しか要しない山口勢では敵うはずもなく、ついに宗永は塀の上から降伏の意思を伝えた。しかし、多くの兵を失った前田勢は許さず、城内に突入した。
8月3日の夕方に、前田勢の先鋒山崎長鏡家臣・木崎長左衛門を呼び、名乗った上で自刃をし首を打たせたという。父・宗永も自刃し、ついに大聖寺城は陥落した。修弘の墓は父の墓と共に石川県加賀市大聖寺神明町の全昌寺にある。